# Lamborghini LM001
El Lamborghini LM001 fue un prototipo de vehículo todoterreno con 4 plazas diseñado y construido por Lamborghini. En primer lugar, se mostró en el Salón del Automóvil de Ginebra de 1981 con el nuevo Jalpa. 
A pesar del fracaso del proyecto del Lamborghini Cheetah, la idea de un vehículo todoterreno de Lamborghini todavía estaba muy viva, y con el nuevo capital de inversores, el prototipo del Cheetah fue rediseñado en el LM001. A diferencia del motor Chrysler del Cheetah, el prototipo LM001 tenía un motor V8 de 5,9 L (5896 CC) y 180 CV construido por AMC, con la intención de ofrecer el V12 del Countach para modelos de producción. La velocidad máxima del LM001 era de 160 km/h.
El LM001 se encontró teniendo unas características desfavorables de manejo cuando aceleraba. Este problema se remonta a la colocación del motor en la parte trasera. Como resultado de ello, el LM001 se suspendió después de que un prototipo fuese construido.